# Aleksinački Bujmir
Aleksinački Bujmir (izvirno srbsko Алексиначки Бујмир) je naselje v Srbiji, ki upravno spada pod Občino Aleksinac; slednja pa je del Niškega upravnega okraja.

## Demografija
V naselju živi 467 polnoletnih prebivalcev, pri čemer je njihova povprečna starost 41,2 let (41,1 pri moških in 41,2 pri ženskah). Naselje ima 188 gospodinjstev, pri čemer je povprečno število članov na gospodinjstvo 2,96.
|  |

| Demografija | Demografija     | Demografija     |
| Leto        | Št. prebivalcev | Št. prebivalcev |
| ----------- | --------------- | --------------- |
|             |                 |                 |
|             |                 |                 |
|             |                 |                 |
|             |                 |                 |
| 1948        | 580             |                 |
| 1953        | 587             |                 |
| 1961        | 640             |                 |
| 1971        | 579             |                 |
| 1981        | 604             |                 |
| 1991        | 587             | 587             |
| 2002        | 557             | 557             |
|             |                 |                 |

| Etnična sestava po popisu iz leta 2002 | Etnična sestava po popisu iz leta 2002 | Etnična sestava po popisu iz leta 2002 | Etnična sestava po popisu iz leta 2002 | Etnična sestava po popisu iz leta 2002 |
| -------------------------------------- | -------------------------------------- | -------------------------------------- | -------------------------------------- | -------------------------------------- |
| Srbi                                   | Srbi                                   |                                        | 556                                    | 99,82%                                 |
| Neznano                                | Neznano                                |                                        | 1                                      | 0,17%                                  |